# Гомеш, Найде
Энезенайде ду Росариу да Вера Круз (Найде) Гомеш (порт. Enezenaide do Rosário da Vera Cruz "Naide" Gomes, род. 20 ноября 1979 года) — португальская легкоатлетка, которая выступала в прыжках в длину и многоборье, чемпионка мира в помещении 2004 года в пятиборье, чемпионка мира 2008 года в помещении в прыжках в длину, двукратная чемпионка Европы в помещении в прыжках в длину (2005 и 2007).
Родилась в Сан-Томе и Принсипи. С 1997 года выступает за спортивный клуб Спортинг. Впервые на международной арене заявила о себе в 1999 году на всеафриканских играх, где она заняла 5-е место в семиборье. На Олимпийских играх 2000 года в Сиднее выступала за Сан-Томе и Принсипи в беге на 100 метров с барьерами, но серьёзных успехов не добилась. В 2001 году получила португальское гражданство и стала выступать за свою новую родину. На Олимпиаде в Афинах соревновалась в семиборье, в котором заняла 13-е место. На Олимпийских играх 2008 года выступала в прыжках в длину, но не смогла пробиться в финал.
В настоящее время владеет рекордом Португалии в прыжке в длину на стадионе — 7,12 м, а также национальными рекордами в помещении; в прыжке в длину — 7,00 м, прыжке в высоту — 1,88 м. и в семиборье — 4759 очков.

## Достижения
| Год  | Соревнование                 | Город        | Место | Дисциплина     |
| ---- | ---------------------------- | ------------ | ----- | -------------- |
| 1999 | Всеафриканские игры          | Йоханнесбург | 5-е   | Семиборье      |
| 2002 | Чемпионат Европы в помещении | Вена         | 2-е   | Пятиборье      |
| 2002 | Чемпионат Европы             | Мюнхен       | 10-е  | Прыжок в длину |
| 2003 | Чемпионат мира в помещении   | Бирмингем    | 5-е   | Пятиборье      |
| 2004 | Чемпионат мира в помещении   | Будапешт     | 1-е   | Пятиборье      |
| 2005 | Чемпионат Европы в помещении | Мадрид       | 1-е   | Прыжок в длину |
| 2005 | Чемпионат мира               | Хельсинки    | 5-е   | Прыжок в длину |
| 2005 | Универсиада                  | Измир        | 2-е   | Прыжок в длину |
| 2006 | Чемпионат мира в помещении   | Москва       | 3-е   | Прыжок в длину |
| 2006 | Чемпионат Европы             | Гётеборг     | 2-е   | Прыжок в длину |
| 2007 | Чемпионат Европы в помещении | Бирмингем    | 1-е   | Прыжок в длину |
| 2008 | Чемпионат мира в помещении   | Валенсия     | 1-е   | Прыжок в длину |
| 2009 | Чемпионат мира               | Берлин       | 4-е   | Прыжок в длину |
| 2010 | Чемпионат мира в помещении   | Доха         | 2-е   | Прыжок в длину |
| 2010 | Чемпионат Европы             | Барселона    | 2-е   | Прыжок в длину |
| 2011 | Чемпионат Европы в помещении | Париж        | 2-е   | Прыжок в длину |